# Jacques Lemée
Jacques „Jacky” Lemée (Épernon, 1946. június 26. –) francia labdarúgóhátvéd, edző.